# タイガースティングレイ
タイガースティングレイ（ tiger river stingray、学名：Potamotrygon tigrina）は、ポタモトリゴン科の一種。

## 解説
リオ・ナナイやアマゾン川上流域でみられる種である。60cmにも達する大型種で背面は暗褐色。楕円形をしており、背面に湾曲に入り組んだ黒い模様がある。
その見た目からこの名称になっており、「美しい」という理由で非常に人気である。コロンビア産の個体は「フラワー・タイガースティングレイ」と呼ばれる。